# Paralimna basilewskyi
Paralimna basilewskyi är en tvåvingeart som beskrevs av Giordani Soika 1956. Paralimna basilewskyi ingår i släktet Paralimna och familjen vattenflugor. Inga underarter finns listade i Catalogue of Life.